# Mătivir
Mătivir (bulgariska: Мътивир) är ett vattendrag i Bulgarien.   Det ligger i regionen Pazardzjik, i den centrala delen av landet, 60 km öster om huvudstaden Sofia.